# Rýmařov
Rýmařov là một thị trấn thuộc huyện Bruntál, vùng Moravskoslezský, Cộng hòa Séc.